# 斯波坎平原战役
斯波坎平原战役（英語：Battle of Spokane Plains）是1858年科达伦战争期间在美国华盛顿领地（现华盛顿州和爱达荷州）发生的一场战役。科达伦战争是1855年开始的亚基马战争的一部分。这场战役发生在华盛顿领地斯波坎附近的乔治赖特堡以西，交战双方为美国陆军与由卡利斯佩尔、帕卢斯、科达伦、斯波坎和亚基马战士组成的美洲原住民部落联盟。

## 背景
科达伦人的土地未受到条约的保护，该部落对矿工和白人定居者入侵他们的领土感到愤怒。他们还认为，不久前在达尔斯堡附近开始修建的穆兰路是美国夺取土地的前兆。两名白人矿工被杀，美国陆军进行了报复。科达伦战争（规模更大的亚基马战争的最后一部分）始于1858年5月17日的松溪战役（现华盛顿州罗萨莉娅附近），在此期间，一支由名誉中校爱德华·斯特普托指挥的164名美国陆军步兵和骑兵组成的纵队被一支主要由卡尤塞、科达伦、斯波坎和亚基马战士组成的队伍击溃。
斯特普托战败后，达尔斯堡指挥官乔治·赖特上校率领了一支规模更大的部队，由500名陆军士兵、200名平民牧民和30名尼米普人侦查员组成，抵达附近的沃拉沃拉堡，然后向北前往斯波坎平原（靠近现代华盛顿州斯波坎）。1858年9月1日，赖特的士兵在四湖战役中击败了亚基马酋长卡米亚金和一支由约500名科达伦、帕卢斯、斯波坎和亚基马战士组成的部队。赖特休息了三天，并于9月5日早晨6点30分再次向北进发。

## 战斗
赖特的纵队向北移动了约5英里（8.0公里），进入了斯波坎平原，此时，经过重组的500至700名卡利斯佩尔、帕卢斯、科达伦、斯波坎和亚基马战士再次开始进攻。印第安人冲向纵队，开火，在士兵做出反应之前迅速逃走，以此骚扰部队。赖特前往北面约9英里（14公里）外的一片小森林。陆军部队到达森林时（大约在现代西德诺路和北克雷格路的交叉口），印第安人放火烧毁了他们周围的草原。当浓烟包围着士兵时，美洲原住民试图赶走陆军驮畜队。步兵开火把他们赶进了树林，赖特用两门12磅榴弹炮和两门6磅炮向他们射击。尽管赖特的步兵装备了新式春田M1855式前装滑膛枪（其射程为1000码（910米）），但印第安人骑兵利用烟雾掩护他们的进攻，有效地抵消了枪支的远射程。
赖特随即转向东北偏东方向，向斯波坎河进发，那里背靠河水，他可以更有效地集中火力，保护他的士兵。在前进了约2.5英里（4.0公里）后，赖特让他的纵队暂时停下，让驮畜队靠近。部队再次出发。为了扫清道路，赖特命令他的30名尼米普人侦察兵，由中尉约翰·穆兰率领，稍微跑在前面，侦察地形，确保纵队朝着正确的方向前进。接着，赖特最好的射手组成的三个连队以散兵线的形式向前方和右侧推进，打破了印第安人的进攻。赖特的骑兵紧随其后，他们冲进敌军防线，将敌军战士冲散。每当美洲原住民试图在赖特左侧的森林中重新集结时，榴弹炮和大炮就会扫射树木。卡米亚金酋长本人也被一根断掉的树枝砸伤。
夜幕降临，陆军纵队抵达河边，印第安人战斗人员已经四散奔逃。尽管这支纵队在近乎持续不断的枪林弹雨中行进了25英里（40公里），但只有一名士兵受了轻伤。至少有6名印第安人确认阵亡，3人受伤（尽管受伤人数无疑要高得多）。
历史学家基思·彼得森（Keith Petersen）指出，卡米亚金曾两次召集来自不同部落的战士组成庞大的联盟，这一壮举在一个多世纪以来一直被低估。尽管三天前经历了失败，但他还做到了第二次。此外，在赖特开始使用他的散兵线并派出骑兵冲锋之前，卡米亚金的部队通过草原火力、混乱和打了就跑的战术，几乎击败了职业士兵。然而，陆军在斯波坎平原的胜利粉碎了卡米亚金的联盟，从而事实上结束了科达伦战争。9月17日，科达伦酋长签署投降书。

### 引用
1. ↑  Frey 2001，第79-81頁.
2. ↑  Glassley 1953，第143頁.
3. ↑  Manring 1912，第137-138頁.
4. 1 2  Manring 1912，第174頁.
5. ↑  Josephy 1997，第382頁.
6. ↑  Petersen 2014，第86-87頁.
7. ↑  Manring 1912，第201-202頁.
8. 1 2 3 4 5 6  Manring 1912，第202頁.
9. ↑  McDonald & Bullard 2016，第77頁.
10. 1 2 3 4 5  Petersen 2014，第88頁.
11. 1 2 3 4  Berhow 2012，第40頁.
12. ↑  McFarland 2016，第175頁.
13. ↑  McFarland 2016，第155頁.
14. ↑  Petersen 2014，第74, 84頁.
15. ↑  Manring 1912，第203頁.
16. ↑  Manring 1912，第204-207頁.
17. ↑  Berhow 2012，第42頁.

### 文献
- Berhow, Mark A. . Peoria, Ill.: Cosmoline Press. 2012. ISBN 9781312303935.
- Frey, Rodney. . Seattle: University of Washington Press. 2001. ISBN 9780295801629.
- Glassley, Ray Hoard. . Portland, Ore.: Binfords & Mort. 1953.
- Josephy, Alvin M. . Boston: Houghton Mifflin. 1997. ISBN 9780395850114.
- Manring, Benjamin Franklin. . Spokane, Wash.: Inland Print. Co. 1912.
- McDonald, Eric V.; Bullard, T.F. . New York: Springer. 2016. ISBN 9781493934270.
- McFarland, Ronald E. . Jefferson, N.C.: McFarland & Company. 2016. ISBN 9781476662329.
- Petersen, Keith. . Pullman, Wash.: Washington State University Press. 2014. ISBN 9780874223217.